# 第二語言習得
第二语言习得（英語：Second-language acquisition，又译「第二语言获得」、「二语习得」），指人们学习第二语言的过程。第二语言获得（常缩写为SLA）同时亦指研究这一过程的科学学科。第二语言是指一个人除了第一语言之外，另外学习掌握的第二种语言；虽然这个概念名为第二语言获得，也可以包括第三、第四或以后的语言学习。

## 背景
第二语言习得是应用语言学下的一个子学科，研究范围广泛而且相对年轻。和语言学其他的分支一样，第二语言习得和心理学、认知心理学及教育学关系密切。
第二语言习得是一个交叉学科，比较难以确定创始日期。但是有两篇论文被认为对于现代第二语言习得理论的发展至关重要，即Pit Corder在1967年撰写的“学习者错误的重要性”和Larry Selinker在1972年撰写的“中介语”。随后，该领域在数十年中取得了长足的发展。
20世纪80年代，人们从多个学科角度和理论维度研究了第二语言习得。现在，该学科的主要理论流派包括：系统功能性语言学、社会文化理论，认知语言学、诺姆·乔姆斯基的普遍语法和联结主义等。
「習得」(acquisition)這個詞最早用以強調無意識、不自覺學習的過程，但後來「學習」(learning)與「習得」(acquisition)已經幾乎變成了同義詞。
第二语言习得可以包含对传统语言的学习，但是通常不包含多语制学习。大多数第二语言习得的研究人员认为多语制学习是语言习得的最终结果，而不是过程本身，并且这一结果被视为语言流利程度的衡量标准。然而，教育和心理学等领域的作家经常使用双语来指代所有形式的多种语言。第二语言习得也不能与外语的习得过程形成对比；与此相反，第二语言的学习和外语学习在不同的情况下涉及相同的基本过程。
关于“语言到底是怎样被学会的”这个问题尚有许多争论。虽然第二语言习得理论很多，但是尚没有能够为所有研究者接受的完整解释。因为该领域是跨学科的，所以这种大一统理论应不会在近期产生。

## 发展阶段
第二语言获得指的是学习者的行为，而不是语言教学的实践，虽然教学会影响到语言获得。

## 和第一语言习得的比较
学习第二语言的成年人与学习第一语言的儿童至少在三个方面不同：儿童仍在发展他们的大脑，而成年人思想已成熟，成年人至少有一门引导他们思考和说话的第一语言。虽然一些成年的第二语言学习者达到了非常高的水平，某些发音还是会与母语者有所不同。成人语言学习者不擅长母语发音可以用“关键期假说”来解释。当一个学习者的口语表达能力发展抵达瓶颈期时，我们称之为僵化（fossilization）。
第二语言学习者在讲话中所犯的一些错误源于他们的母语。例如，说西班牙语的人在学习英语时可能会说“Is raining”（省略了句子的主语）而不是“It Is raining”。第一语言对第二语言的这种影响被称为负向语言移转。然而，说法语的人在学习英语时，通常不会犯同样的错误（在“it is raining”中省略“it”）。这是因为在西班牙语中主语可以被省略，而在法语中则不能。以法语为母语的人在说英语时知道要使用代词句子主语，这是一个正向语言移转的例子。需要注意的是，错误的方式不尽相同；即使两个具有相同母语的人学习相同的第二语言，他们仍然有潜在可能利用母语的不同部分。同样地，这两个人可能在不同形式的语法上发展出近乎母语的流利度。
而且，当人们学习第二语言时，他们说第一语言的方式也会发生微妙的变化。这些变化可以发生在语言的任何方面，比如发音和语法、学习者的手势和他们可能注意到的语言特征。例如，以英语为第二语言的法语使用者在法语中发/t/音的方式与仅操法语的人发音不同。甚至在第二语言习得之初就发现了这种发音上的变化；例如，说英语的人在开始学习韩语后，他们的英语发音和英语元音都有所改变。第二语言对第一语言的这些影响促使Vivian Cook提出了multi-competence的想法，她认为一个人所说的不同语言并不是各自独立的系统，而是其头脑中的一个相关系统。

## 延伸閱讀
- Cook, V. and Singleton, D. (2014). Key Topics in Second Language Acquisition. Bristol: Multilingual Matters
- Ellis, Rod. (2007). Educational Settings and Second Language Learning. Volume 9 Asian EFL Journal.
- Ellis, Rod. (2005). Principles of Instructed Language Learning （页面存档备份，存于）. Volume 7 Asian EFL Journal.
- Lightbown, P. and Spada, N. (2006). How Languages are Learned. Oxford: Oxford University Press. 2nd edition. [ISBN 0-19-442224-0]
- Lin, G. H. C. (2008). "Lin, G. H. C. (2008). Pedagogies proving Krashen’s theory of affective filter , Hwa Kang Journal of English Language & Literature, Vol, 14, pp.113–131 ERIC Collection as ED503681
- Ellis, Rod. : 37. 1991  [2015-05-26]. （原始内容存档于2020-04-28）. – on Michael H. Long's Interaction Hypothesis
- Mangubhai, F. (2006). "What do we know about learning and teaching second languages: Implications for teaching " Asian EFL Journal Vol 8. 2006
- McKay, Sharon; Schaetzel, Kirsten, Facilitating Adult Learner Interactions to Build Listening and Speaking Skills （页面存档备份，存于）, CAELA Network Briefs, CAELA and Center for Applied Linguistics
- Mitchell, R. and Myles, F. (2004). Second Language Learning Theories (2nd ed). London: Hodder Arnold.
- Norris, J. M., & Ortega, L. (2006). (Eds.). Synthesizing research on language learning and teaching. John Benjamins: Amsterdam/Philadelphia.
- Ortega, L. (2009). Understanding Second Language Acquisition. London: Hodder Arnold.
- Ortega, L. (2010). Second language acquisition. Critical concepts in linguistics. London: Routledge. [ISBN 978-0-415-45020-1]
- Oxford, R,. & Lee, K. (2008). Understanding EFL Learners’ Strategy Use and Strategy Awareness.
- Robertson, P. & Nunn, R. (2007). The Study of Second Language Acquisition in the Asian Context
- Tarone, E. & Swierzbin, B. (2009). Exploring Learner Language. Oxford: Oxford University Press.
- Thomas, M. (2009). Handbook of Research on Web 2.0 and Second Language Learning. IGI Global Sippnet.
- White, L. (2003). Second Language Acquisition and Universal Grammar. Cambridge: Cambridge University Press.

## 外部連結
- Center for Applied Linguistics （页面存档备份，存于） homepage
- Didactics of English. A lecture series in SLA by Timothy Mason, run from 1993 to 2002 at the Université of Versailles St. Quentin.
- Second Language Acquisition Topics by Vivian Cook: information on SLA, applied linguistics and language teaching research, including a large bibliography.